# Република Српска: Борба за слободу
Република Српска: Борба за слободу (енгл. Republika Srpska: The Struggle for Freedom) канадско-српски је документарни филм из 2022. године, у режији Бориса Малагурског. Представља причу српског народа, уз интервју са прослављеним српским редитељем Емиром Кустурицом.

## Синопсис
Филм говори о томе како је настала Република Српска, један од два ентитета у Босни и Херцеговини, шта је она данас, са којим се све изазовима суочава и који су јој могући правци развоја.

## Награде
Филм је 2022. године освојио награду за „Најбољи историјски документарац” на Silk Road Film Awards у Кану.
Марта 2023. филм је освојио три главне награде у категорији документарних филмова на фестивалу у Чилеу.